# Cercopis gratiosa
Cercopis gratiosa är en insektsart som beskrevs av Blanchard 1840. Cercopis gratiosa ingår i släktet Cercopis och familjen spottstritar. Inga underarter finns listade i Catalogue of Life.